# Grondstein-Steinward

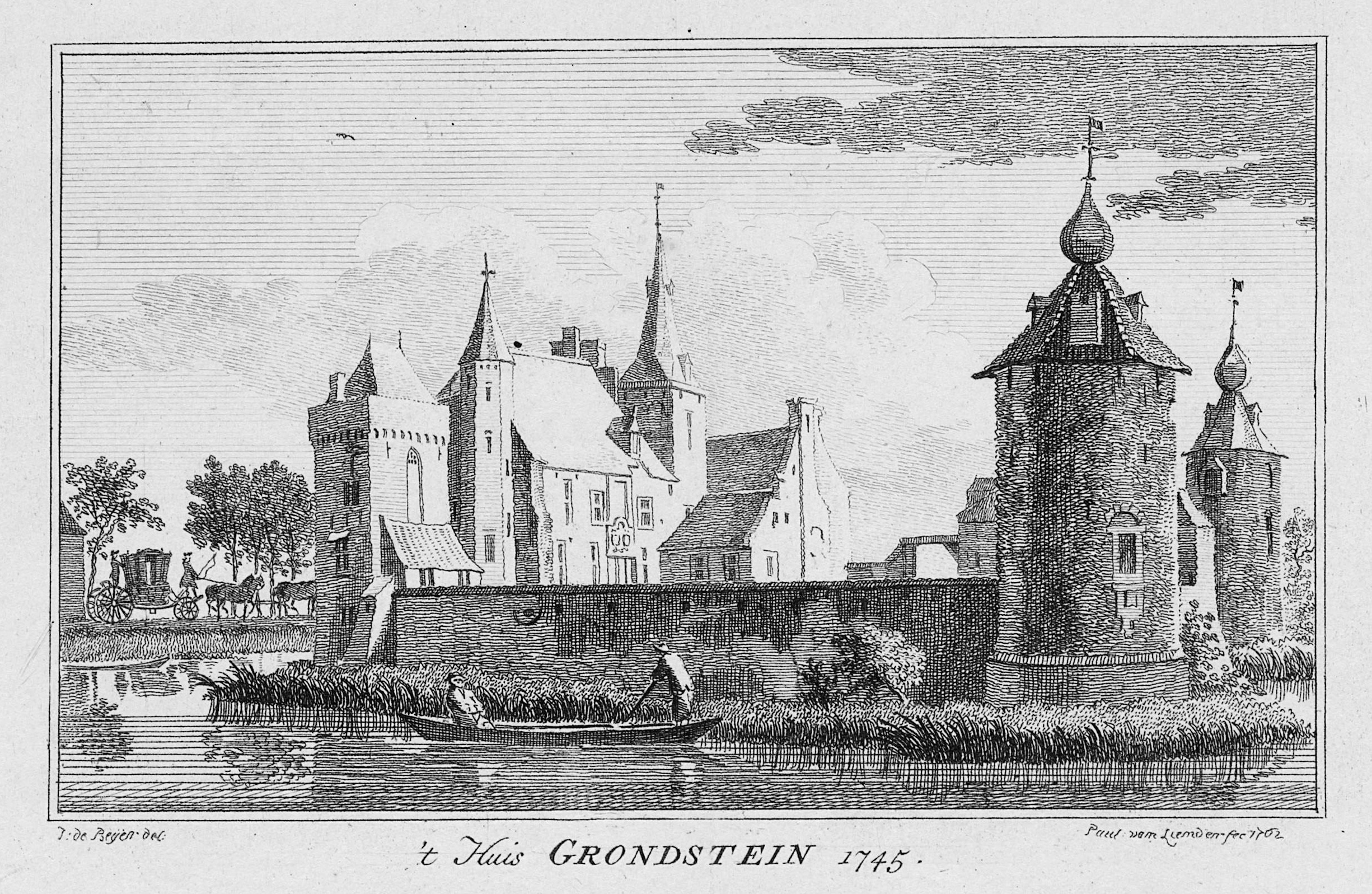
Huis Grondstein von Jan de Beijer

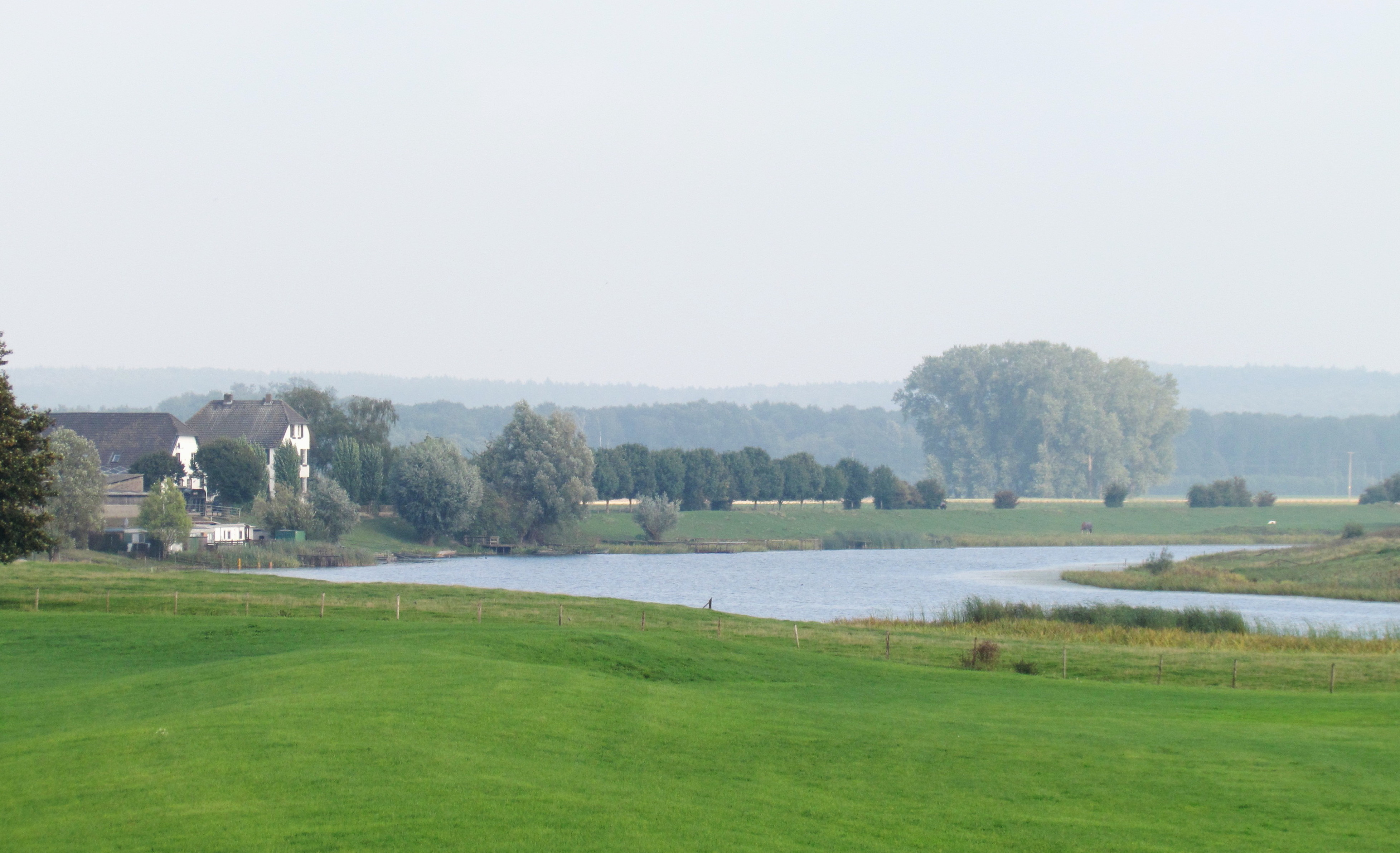
Grondstein-Steinward am Altrhein

Grondstein-Steinward ist eine Siedlung im Stadtteil Elten der Stadt Emmerich am Rhein im Kreis Kleve in Nordrhein-Westfalen. Bis 1935 war Grondstein-Steinward eine eigenständige Gemeinde im damaligen Kreis Rees. 

## Geographie
Grondstein-Steinward liegt im äußersten Nordwesten des Stadtgebiets von Emmerich am Altrhein, der dort auch die deutsch-niederländische Grenze bildet. Der Ort besteht wie schon seit jeher nur aus einigen wenigen Bauernhöfen.
Die Gemeinde Grondstein-Steinward besaß eine Fläche von 2,73 km².

## Geschichte
Grondstein-Steinward war eine alte Bauerschaft und bildete seit dem 19. Jahrhundert eine Landgemeinde in der Bürgermeisterei Elten (ab 1928 Amt Elten) im Kreis Rees. Am 1. Januar 1935 wurde Grondstein-Steinward nach Elten eingemeindet. Elten wiederum wurde am 1. Januar 1975 Teil der Stadt Emmerich am Rhein.
Schlosshof-Grondstein war ein Gutshof am Grondstein 1 zwischen 1378 und 1840. Das Anwesen wurde um 1745 in Zeichnung festgehalten von Jan de Beijer.

## Einwohnerentwicklung
| Jahr | Einwohner | Quelle |
| ---- | --------- | ------ |
| 1864 | 62        | [ 3 ]  |
| 1871 | 49        | [ 4 ]  |
| 1885 | 49        | [ 5 ]  |
| 1910 | 46        | [ 6 ]  |
| 1925 | 48        | [ 1 ]  |

## Kultur
Einen Bezug auf den alten Gemeindenamen nimmt der Name der Sankt Martinus Schützenbruderschaft. Bürgerschützenverein Elten-Grondstein 1928.

## Bildergalerie

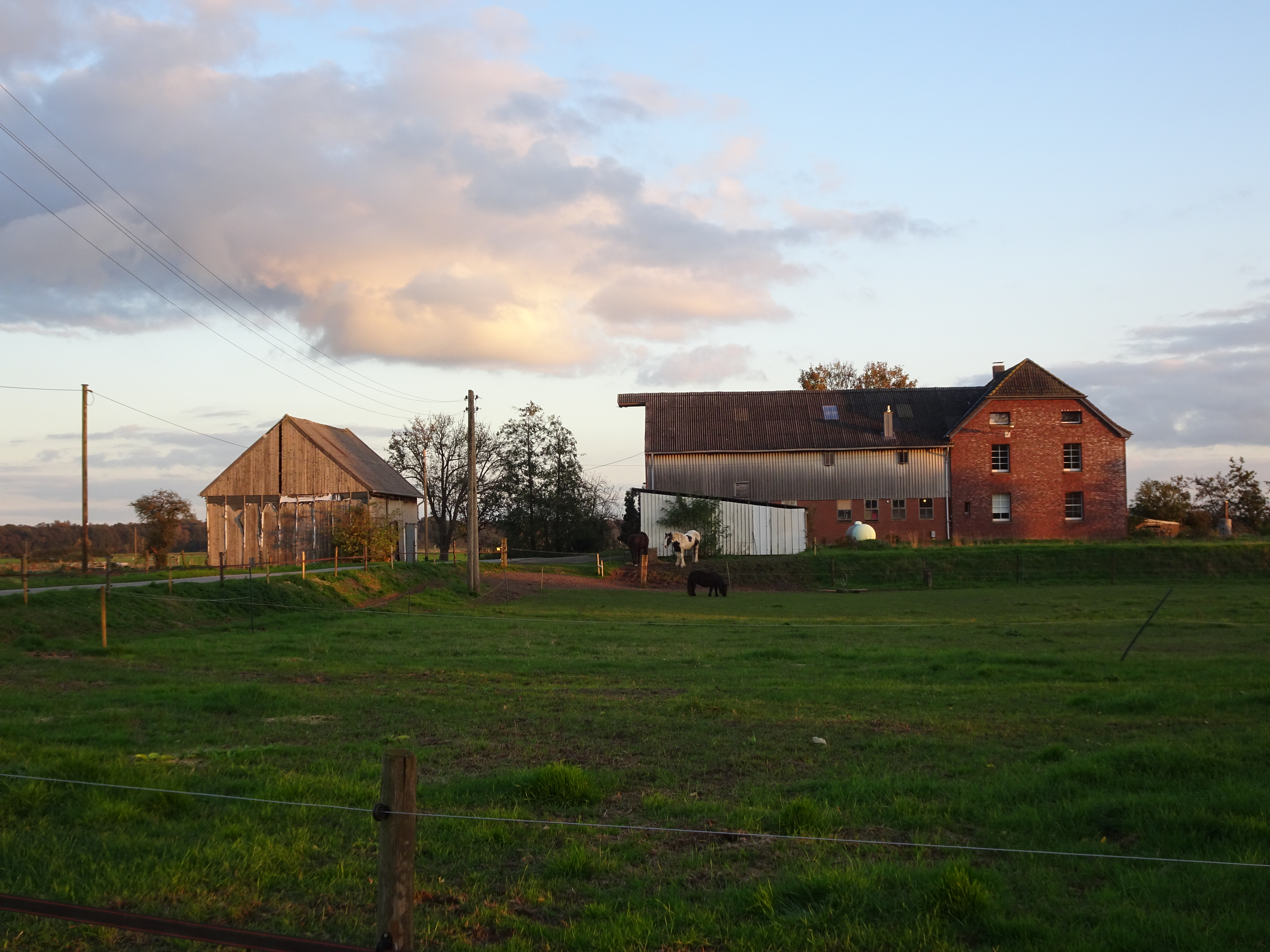
Grondstein 1
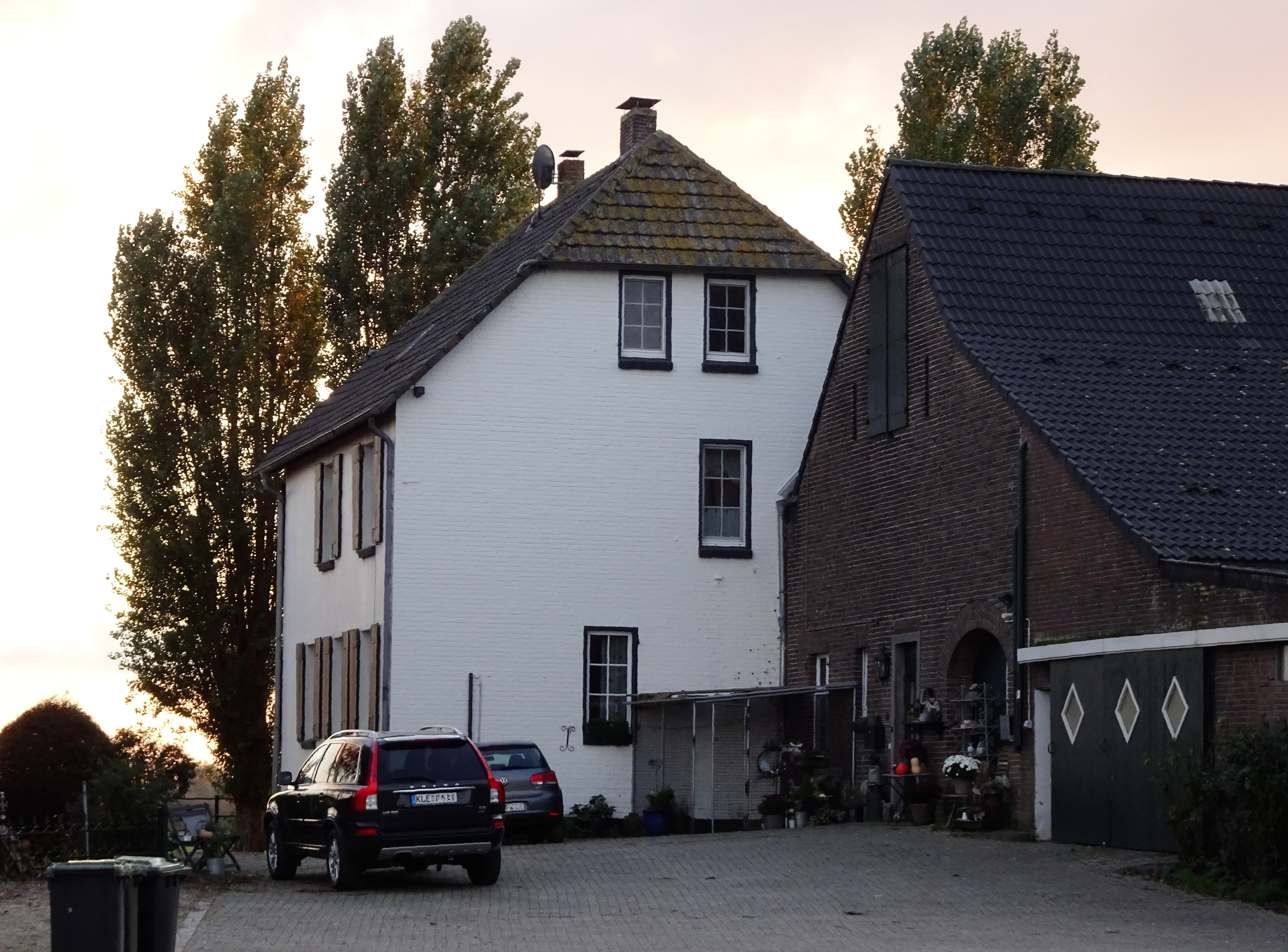
Grondstein 6
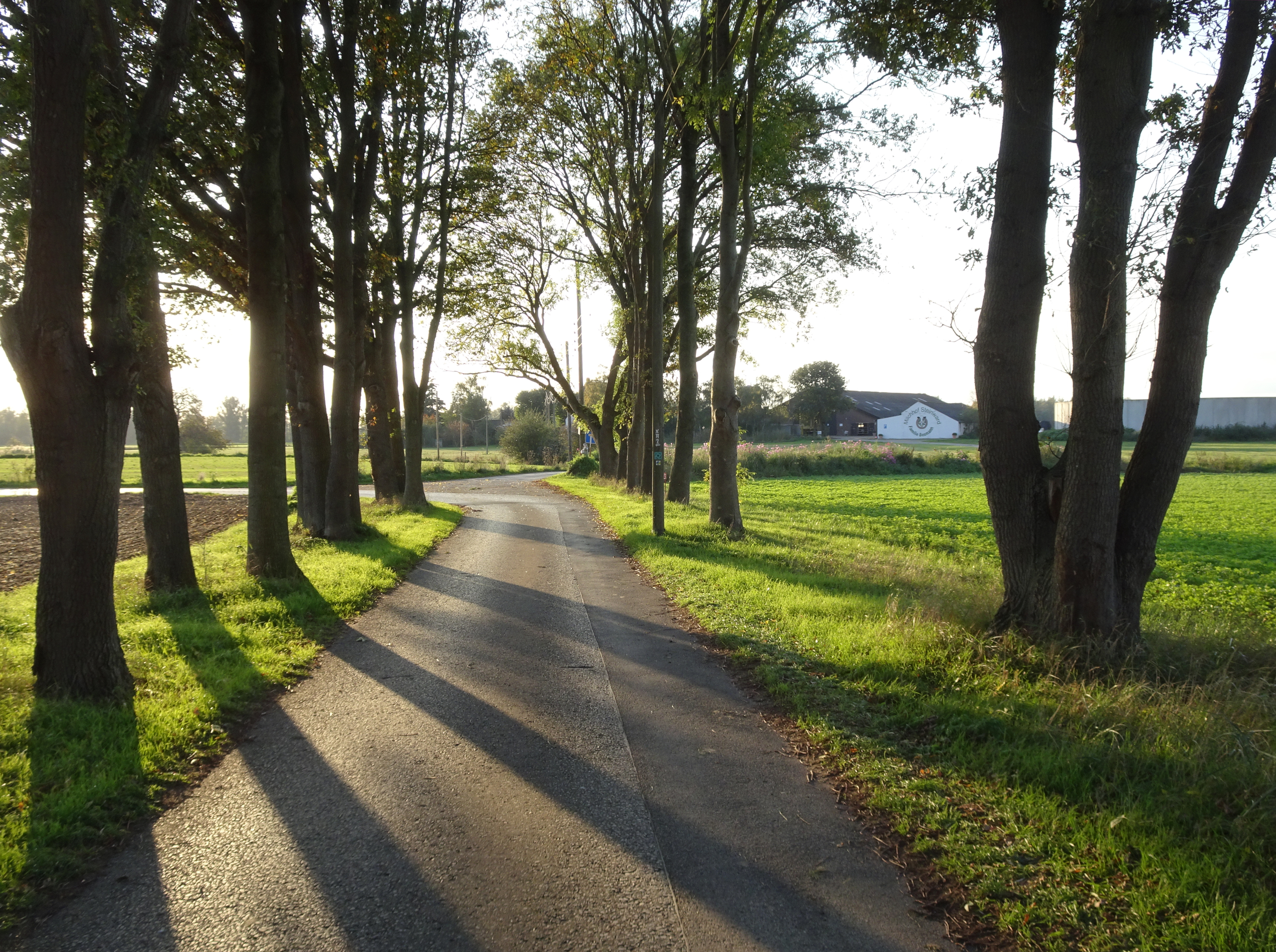
Steinward